# جيك أريتا
جيك أريّتا (بالإنجليزية: Jake Arrieta)‏ هو لاعب كرة قاعدة أمريكي، ولد في 6 مارس 1986 في ميزوري في الولايات المتحدة.

## وصلات خارجية
- جيك أريتا على موقع دوري كرة القاعدة الرئيسي (الإنجليزية)
- جيك أريتا على موقعبيزبول رفرنس.كوم (الدوري الرئيسي) (الإنجليزية)
- جيك أريتا على موقعبيزبول رفرنس.كوم (الدوري الثانوي) (الإنجليزية)
- جيك أريتا على موقع إي إس بي إن.كوم (أم.أل.بي) (الإنجليزية)
- جيك أريتا على موقع مشجعي الرسوم البيانية (الإنجليزية)
- جيك أريتا على موقع أوليمبيديا (الإنجليزية)